# R256公路 (俄羅斯)
R256聯邦公路，原编号M52又稱丘亞公路（Чу́йский тракт，源自丘亚山脉），是俄羅斯的一條幹線公路，連接新西伯利亞和蒙古國邊境，全長953公里。也是亞洲公路4號線的一部分。

## 經過主要城市
- 別爾茨克
- 新阿爾泰斯克
- 比斯克
- 戈爾諾-阿爾泰斯克